# Peter Carlstein
Peter Rudolph Carlstein (* 28. Oktober 1938 in Klerksdorp, Südafrika; † 12. Oktober 2023) war ein südafrikanischer Cricketspieler, der zwischen 1958 und 1964 für die südafrikanische Nationalmannschaft spielte.

## Aktive Karriere
Carlstein gab sein First-Class-Debüt in der Saison 1954/55 und spielte in der Folge zunächst für Orange Free State. Seine Berufung in die Nationalmannschaft erfolgte im Februar 1958 für den fünften Test der Tour gegen Australien, wobei ihm 32 Runs gelangen. Daraufhin wechselte er im nationalen Cricket zu Transvaal. Im Juni 1960 reiste er mit dem Nationalteam nach England und konnte im fünften Test 42 Runs beisteuern. Seinen letzten Einsatz im Nationalkader hatte er bei der Tour in Australien in der Saison 1963/64. Hier erzielte er in seinem letzten Test noch ein Mal 37 Runs. Sein letztes First-Class-Spiel absolvierte er in der Saison 1979/80.

## Nach der aktiven Karriere
Nach seinem Rückzug zog er nach Australien, wo er in Perth als Cricket-Coach arbeitete. Im Oktober 2023 verstarb er im Alter von 84 Jahren.